# Tiechang, Fujian
Tiechang är en socken i sydöstra Kina. Den ligger i Changting härad i staden Longyan i provinsen Fujian, omkring 290 kilometer väster om provinshuvudstaden Fuzhou. Antalet invånare är 2 852. Befolkningen består av 1 390 kvinnor och 1 462 män. Barn under 15 år utgör 17,0 %, vuxna 15-64 år 67 %, och äldre över 65 år 14,0 %.